# Gara Calafat
Gara Calafat este o gară din Calafat, județul Dolj, Oltenia, România. Aceasta se află pe calea ferată Craiova-Calafat. De aici se mai poate ajunge în Vidin, Bulgaria trecând Podul Calafat-Vidin de la Gara Cobuz. Gările Podari, Sălcuța, Segarcea, Portărești, Băilești, Moțăței, Golenți și Calafat, prezintă elemente istorice, arhitecturale și urbanistice de valoare, sunt susceptibile de a dobândi calitatea de monumente istorice și de a fi înscrise în Lista Monumentelor Istorice. În conformitate cu art.14 din Legea nr.422/2001, republicată, privind protejarea monumentelor istorice, procedura de clasare în Lista Monumentelor Istorice, pentru bunurile imobile aflate în proprietatea statului sau a unitaților administrativ-teritoriale se declanșează din oficiu.

## Legături externe
- Linia ferată din România unde 100 de km sunt parcurși în trei ore și jumătate